# 小山宿
小山宿（おやましゅく、おやまじゅく）は、江戸時代に日光街道（日光道中）に設けられた下野国の宿場。現在は栃木県小山市の中心部に相当する。
日光街道の江戸・日本橋から数えて12番目の宿場である。

## 概要
元和3年（1617年）以降に宿駅に指定されたと考えられている。宿駅の管理は、元和5年（1619年）以降は古河藩、延宝3年（1675年）に幕府、天和2年（1682年）に古河藩と変遷したのち、貞享2年（1685年）以降は幕府、安永3年（1774年）以降は宇都宮藩が担った。小山宿は「五街道追分の地」とも呼ばれ、日光街道（日光道中）、壬生通り、結城道、佐野道、栃木道が交差する交通の要所であった。天保14年（1843年）の『日光道中宿村大概帳』によれば、本陣は1軒、脇本陣は2軒設けられ、旅籠が74軒（大11,中27,小36）あった。宿内の家数は423軒、人口は1392人であった。当時の日光街道は現在の県道265号線に相当し、街道沿いでは南から下町・中町・上町、他にも横町・新町から構成された。本陣・脇本陣は中町（現在の中央町）にあった。また宿内には、将軍家による日光社参のため、小山御殿が設けられていた。

## 名所・旧跡等
- 小山御殿:　将軍家の日光社参のために設けられた休憩所。『日光御社参古河日記』によれば、元和8年（1622年）に徳川秀忠が日光社参を行った際に、関ヶ原の戦いの小山評定を吉例として設けられた。土塁と堀に囲まれた南北100m・東西64mの敷地に15か所の御番所があり、非常に警固が厳重であった。寛文3年（1663年）以降は日光社参が中断され、天和2年（1682年）、古河藩の財政難のため解体。場所は現在の小山市役所付近に相当するが、遺構は残されていない。[4] [5]
- 須賀神社:　別称「祇園牛頭天王社」。主祭神は素盞嗚命・大己貴命・誉田別命。社伝によれば、天慶3年（940年）、藤原秀郷が現在の中久喜に創建したとされる。なお中世・須賀神社は、小山城大手門の正面に鎮座し、城の守り神とされていた。小山城は「祇園城」とも呼ばれるが、これは須賀神社の別称による。当時の位置は小山宿上町・現在の城山町二丁目にある「元須賀神社」とその周辺だった。江戸時代初めに本多正純が城下の町割を行い、町の中心部にあった須賀神社を城の南に移転させたと考えられている。[6] [7]　現在地は小山宿中心部から南西へ約 0.7km、宮元町一丁目・国道4号沿いである。「須賀神社」も参照。
- 天翁院:　中世の小山地域を支配した小山氏の菩提寺である。曹洞宗の寺院。寺号を「万年寺」という。寺伝によれば、久寿2年（1155年）に小山政光が北山（現在の中久喜）に創建、のちに現在地へ移転した。文明4年（1472年）、小山高朝が大中寺の培芝正悦を招いて中興開山とし、高朝の菩提寺とした。[8]　現在地は小山宿中心部から北西へ 1km 弱、本郷町一丁目・国道4号沿いである。「天翁院」も参照。
- 脇本陣跡:　現在の中央町。「明治天皇行在所」の石碑がある。

## 助郷の村々
各宿場町では、参勤交代や公用の人や物を運ぶために人馬を常備する必要があったが、これを助けるために近隣の村々が定助郷に指定された。寛永3年（1750年）の小山宿助郷村25カ村は以下の通り。中久喜・犬塚・泉崎・土塔・横倉・雨ケ谷・田間・塚崎・神鳥谷・稲葉郷・渋井・立木・荒川・上石塚・下石塚・今里・上初田・下初田・萩島・石ノ上・上国府塚・下国府塚・萩島・石塚・小田林。

## 交通
隣の宿場
- 日光街道、奥州街道

間々田宿 - 小山宿 - 新田宿
- 壬生通り（日光西街道）

小山宿 - 飯塚宿
- 結城道

小山宿 -
- 佐野道

小山宿 -
- 栃木道

小山宿 -